# Kaloyan (film)
Pour plus de détails, voir Fiche technique et Distribution.
Kaloyan (Калоян) est un film bulgare réalisé par Dako Dakovski, sorti en 1963.
Ce long métrage s'inspire de l'histoire de Kaloyan, Tsar de Bulgarie de 1197 à 1207.

## Fiche technique
- Titre : Kaloyan
- Titre original : Калоян
- Réalisation : Dako Dakovski
- Scénario : Dako Dakovski, Anton Dontchev, Dimitar Mantov
- Photographie :
- Montage :
- Direction artistique :
- Musique : Nayden Gerov
- Production :
- Société de production : Boyana Film
- Pays d'origine :  Bulgarie
- Langue : Bulgare
- Format : couleur — caméra Arriflex – 35 mm — son mono
- Genre : Drame, historique et biopic
- Durée : 107 minutes
- Dates de sortie :
  -  Bulgarie : 21 janvier 1963
  -  Hongrie : 24 octobre 1963
- Autres titres connus :
  -  Hongrie : Kalojan cár

## Distribution
- Vasil Stoychev : Tsar Kaloyan
- Bogomil Simeonov : Milat
- Spas Dzhonev : Boril
- Andrey Mihaylov : Manastar
- Magdalena Mircheva : Chichek
- Tzvetana Maneva (en) : Denitza
- Ivan Stefanov : Ugay
- Ivan Tonev : Dobrilo
- Nikolay Doychev : Dyado Radoy
- Lyubomir Dimitrov : Mladen
- Bozhidar Lechev : Valkan
- Konstantin Dimchev : Strazimir